# Campionati del mondo di ciclismo su pista 2018 - Americana maschile
La gara americana maschile ai Campionati del mondo di ciclismo su pista 2018 si è svolta il 4 marzo 2018 su un percorso di 200 giri per un totale di 50 km/h con sprint intermedi ogni 10 giri.
Presero parte alla competizione 16 squadre provenienti da 16 federazioni diverse, delle quali 13 completarono la gara.

## Risultati
| Posizione | Atleti                                    | Nazione       | Punti giri | Punti sprint | Totale |
| --------- | ----------------------------------------- | ------------- | ---------- | ------------ | ------ |
| 1         | Roger Kluge Theo Reinhardt                | Germania      | 20         | 33           | 53     |
| 2         | Albert Torres Sebastián Mora              | Spagna        | 20         | 25           | 45     |
| 3         | Cameron Meyer Callum Scotson              | Australia     | 20         | 17           | 37     |
| 4         | Oliver Wood Mark Stewart                  | Gran Bretagna | 0          | 36           | 36     |
| 5         | Andreas Graf Andreas Müller               | Austria       | 20         | 12           | 32     |
| 6         | Niklas Larsen Casper von Folsach          | Danimarca     | 0          | 29           | 29     |
| 7         | Benjamin Thomas Morgan Kneisky            | Francia       | 0          | 24           | 24     |
| 8         | Kenny De Ketele Moreno De Pauw            | Belgio        | 0          | 23           | 23     |
| 9         | Felix English Mark Downey                 | Irlanda       | 0          | 11           | 11     |
| 10        | Simone Consonni Liam Bertazzo             | Italia        | 0          | 10           | 10     |
| 11        | Roy Pieters Wim Stroetinga                | Paesi Bassi   | 0          | 1            | 1      |
| 12        | Tristan Marguet Gaël Suter                | Svizzera      | -20        | 2            | -18    |
| 13        | Wojciech Pszczolarski Daniel Staniszewski | Polonia       | -40        | 3            | -37    |
|           | Regan Gough Thomas Sexton                 | Nuova Zelanda | 0          | 0            | DNF    |
|           | Daniel Holloway Adrian Hegyvary           | Stati Uniti   | -60        | 5            | DNF    |
|           | Leung Chun Wing Cheung King Lok           | Hong Kong     | -60        | 0            | DNF    |

Nota: DNF ritirati